# Federazione cestistica del Cile
La Federazione cestistica del Cile è l'ente che controlla e organizza la pallacanestro in Cile.
La federazione controlla inoltre la nazionale di pallacanestro del Cile. Ha sede a Santiago del Cile e l'attuale presidente è Miguel Herrera Sepúlveda.
È affiliata alla FIBA dal 1935 e organizza il campionato di pallacanestro del Cile.